# Galeodes tuxeni
Galeodes tuxeni är en spindeldjursart som först beskrevs av Lawrence 1956.  Galeodes tuxeni ingår i släktet Galeodes och familjen Galeodidae. Inga underarter finns listade i Catalogue of Life.